# Públio Volasena
Públio Volasena (em latim: Publius Volasenna) foi um senador romano nomeado cônsul sufecto em uma data incerta por volta de 54 e depois procônsul da Ásia sucedendo a Quinto Márcio Bareia Sorano (62-63). Era irmão de Caio Volasena Severo, cônsul sufecto em 47.